# Giuseppe Silvestri
Giuseppe Silvestri (Alife, 15 luglio 1841 – Napoli, 18 febbraio 1921) è stato un mandolinista e compositore italiano.
È ricordato principalmente per il suo ruolo di mandolinista e per la sua composizione Serenade d'Autrefois (Serenata medioevale o Serenade of Olden Times). Fu un celebre insegnante di mandolino a Napoli e Parigi tanto che di lui venne detto che fu in grado di spingere i parigini a lasciare il pianoforte per il mandolino.
La sua fama si diffuse dopo l'Esposizione di Parigi del 1878, in cui le sue esibizioni vennero accolte positivamente dal pubblico e dai critici. Una recensione sostenne che Silvestri riusciva a riprodurre col mandolino suoni che assomigliavano a quelli del violino, e che in altre mani lo strumento suonava "scarso".

## Opere
Sette delle composizioni di Silvestri sono state registrate presso la Victor Records
- Serenata Silvestri (eseguita da Neapolitan Trio)
- Elvira (eseguita da Orchestrina Napoletana)
- Le violette (eseguita da Orchestrina Napoletana)
- Patria mia (eseguita da Orchestrina Napoletana)
- Serenata medioevale (eseguita dal tenore, Tito Schipa, con flauto e orchestra)
- Sérénade d'autrefois (eseguita dal tenore Tito Schipa, con orchestra)
- Il portavoce valzer (eseguito da Italian String Trio)